# Rose Musani
Rose Musani (sinh ngày 8 tháng 8 năm 1956) là một vận động viên chạy nước rút ở Uganda. Bà thi đấu ở nội dung 200 mét nữ tại Thế vận hội Mùa hè năm 1972.